# Anwar Akbari
Anwar Akbari, né le 2 août 1993 , est un footballeur international afghan qui joue pour De Spin Ghar Bazan FC (en),